# Municipio de Kelley
El municipio de Kelley (en inglés: Kelley Township) es un municipio ubicado en el condado de Ripley en el estado estadounidense de Misuri. En el año 2010 tenía una población de 51 habitantes y una densidad poblacional de 0,49 personas por km².

## Geografía
El municipio de Kelley se encuentra ubicado en las coordenadas 36°44′52″N 90°58′17″O / 36.74778, -90.97139. Según la Oficina del Censo de los Estados Unidos, el municipio tiene una superficie total de 104.32 km², de la cual 103,69 km² corresponden a tierra firme y (0,6 %) 0,63 km² es agua.

## Demografía
Según el censo de 2010, había 51 personas residiendo en el municipio de Kelley. La densidad de población era de 0,49 hab./km². De los 51 habitantes, el municipio de Kelley estaba compuesto por el 98,04 % blancos y el 1,96 % eran de una mezcla de razas. Del total de la población el 0 % eran hispanos o latinos de cualquier raza.